# Lycodon kundui
Espèce
Statut de conservation UICN

 DD  : Données insuffisantes
Lycodon kundui est une espèce de serpent de la famille des Colubridae.

## Répartition
Cette espèce est endémique de Birmanie. Elle se rencontre dans la région de Bago.

## Publication originale
- Smith, 1943 : The Fauna of British India, Ceylon and Burma, Including the Whole of the Indo-Chinese Sub-Region. Reptilia and Amphibia. 3 (Serpentes). p. 1-583.